# Adimiron
Adimiron ist eine italienische Death- und Thrash-Metal-Band aus Rom, die 1998 unter dem Namen Angels of Darkness gegründet wurde.

## Geschichte
Die Band wurde im Jahr 1998 unter dem Namen Angels of Darkness von dem Gitarristen Alessandro Castelli und dem Schlagzeuger Davide Carotenuto gegründet. Ergänzt wurde die Besetzung durch den Sänger Leonardo Gioia, den Bassisten Marcello Piliego und den Keyboarder Francesca Daccico. Im März 2001 erschien ein erstes Demo unter dem Namen Everlasting Flight, welches vier Lieder enthält. 2004 folgte das Debütalbum Burning Souls, dem sich die Alben When Reality Wakes Up (2009), K2 (2011), Timelapse (2014) und Et Liber Eris (2017) anschlossen. 2018 war die Band auf dem ProgPower Europe und dem Euroblast Festival zu sehen.

## Stil
Laut rockdetector.com spielte die Band anfangs Melodic Death Metal mit einem leichten Black-Metal- sowie einem starken klassischen Einfluss. Laut Rock Hard wird Burning Souls gerne von Karmageddon Media dem Technical-Death- und Thrash-Metal zugeordnet. Dies werde damit begründet, dass die Anzahl der Soli auf dem Album im Vergleich zu Genrevertretern etwas höher sei. Trotz Breaks und schnellen Wechseln, wirke die Musik jedoch nicht komplex, wenn es auch der Band gelinge, ihr technisches Spielvermögen zu beweisen, jedoch „verheddert [sie] sich dabei aber in melodischen Klischees oder bleibt Fragmentwerk“. Stattdessen wurde bei der Kauf- bzw. Abspielentscheidung dazu geraten, eher zu Crowned in Terror von The Crown zu greifen. In einer späteren Ausgabe schrieb Michael Rensen über K2, dass die Band es nicht schafft, ihren eigenen Sound zu finden, dennoch, meinte er, kombinieren sie „durchaus ansprechend massive, leicht verwinkelte Thrash-Kellerriffs mit Sci-Fi-Gesangseffekten“. In den Songs seien Gemeinsamkeiten zu Mastodon, Opeth, Meshuggah, Fear Factory oder Cynic hörbar. Rensen merkte an, dass „Freunde von Techno-Thrash-Abfahrten […] an K2 aber zumindest das hohe Energielevel schätzen“ dürften. Hendrik Lukas fand, dass man bei Timelapse „immer wieder zwischen Bewunderung für so viel kreatives Feuer, Spielwitz und Mut zur Rekombination“ und „der verzweifelten Suche nach dem springenden Punkt“ schwanke. In den Songs gebe es „tief gestimmte Thrash-Riffs und polymetrische Bregenverknoter, Sci-Fi-Melodien mit Cynic-Vocoder und Blastbeats“. Den Liedern wohne einerseits ein künstlerisches Selbstvertrauen, andererseits eine Sperrigkeit im Stil von Revocation inne. Markus Klaas von Metal.de schrieb in seiner Rezension zu Et Liber Eris, dass die Band auf dem Vorgänger noch wie eine Mischung aus Gojira und Mastodon klang, nun sich jedoch eher wie eine schlechtere Version von Hacride anhöre. Vor allem die E-Gitarre „verliert sich mit seinen Spielereien und Frickeleien zu oft in der Beliebigkeit“. Dem Gesang fehle es an Charisma und tendiere „mit seinem recht müden Schrei-Sing-Wechselspiel“ gen Nu Metal.

## Diskografie
- 2001: Everlasting Fight (Demo, Eigenveröffentlichung)
- 2002: Eclipse (EP, Eigenveröffentlichung)
- 2004: Burning Souls (Album, Karmageddon Media)
- 2006: Unchangeable (Demo, Eigenveröffentlichung)
- 2009: When Reality Wakes Up (Album, Alkemist Fanatix Europe)
- 2009: Spitfire (Single, Alkemist Fanatix Europe)
- 2011: K2 (Album, Bakerteam Records)
- 2014: Timelapse (Album, Scarlet Records)
- 2017: The Sentinel (Single, Indie Recordings)
- 2017: Zona del Silencio (Single, Indie Recordings)
- 2017: Et Liber Eris (Album, Indie Recordings)